# Boris Pétric
 (mai 2018).
Boris Pétric est un anthropologue, auteur et réalisateur de films français, né à Cahors en 1972. Il est docteur en anthropologie sociale (EHESS), diplômé en réalisation de l’école Gobelins-Images et directeur de recherche au CNRS. De 2015 à 2020, il a été directeur du Centre Norbert Elias, une unité de recherche en anthropologie, sociologie et histoire des dynamiques sociales implantée à Marseille et Avignon.

## Recherches
Les travaux de Boris Pétric ont d’abord porté sur les mutations politiques en Asie centrale post-soviétique. L'ouvrage issu de sa thèse, Pouvoir, don, réseaux en Ouzbékistan post-soviétique (2002, PUF), a été couronné par le prix Le Monde de la recherche universitaire. Plus largement, ses recherches s’inscrivent dans une réflexion théorique sur les questions de souveraineté et de légitimité de nouveaux espaces politiques globalisés.
Depuis 2011, il s'est tourné vers l'étude des changements d’échelle dans la production, la consommation et la régulation du vin dans un contexte de globalisation. Il mène plus particulièrement un terrain ethnographique sur la transnationalisation de l’économie viticole à travers les relations entre la France et la Chine.
Entre 2010 et 2013, il a été responsable du pole valorisation des Instituts Français de Recherche à l’Étranger. Depuis 2013, il co-dirige la collection Anthropolis.

## Vie privée
Il est le neveu de l'historien Pierre Laborie, spécialiste de l'histoire de l'imaginaire social pendant la seconde guerre mondiale et auteur du livre "Le Chagrin et le venin" .